# Antiblemma octalis
Antiblemma octalis är en fjärilsart som beskrevs av Jacob Hübner 1823. Antiblemma octalis ingår i släktet Antiblemma och familjen nattflyn. Inga underarter finns listade i Catalogue of Life.